# Haiku Garden
Haiku Garden je ljubljanska glasbena skupina, ki izvaja shoegazing glasbo v angleškem in slovenskem jeziku. Aktivni so od leta 2015, ko sta bili dve njihovi pesmi ("Until Then" in "Homely") vključeni na kompilacijo Klubski maraton 2015 Radia Študent.
Dnevnikov novinar Simon Vene je o njih rekel: »V zlivanju z glasbo se mi je utrnila bogokletna misel: "In če bi danes začeli ustvarjati liverpoolski čudežni dečki, bi se verjetno imenovali Haiku Garden."«
12. maja 2016 so v Gali Hali na Metelkovi predstavili svoj prvenec – EP z naslovom Waver, ki je takrat tudi uradno izšel. Gre za prvo izdajo tega glasbenega žanra v Sloveniji.
Septembra 2018 je skupina izdala singl "Hazel" in naznanila, da namerava 25. oktobra svoj prvi studijski album z naslovom Where If Not Now. Album je izšel in prejel izredno dobre ocene s strani kritikov.

## Člani
- Luka Flegar — vokal, kitara
- Klemen Tehovnik — vokal, kitara, sintesajzer
- Matevž Bitenc — bas kitara, vokal
- Anže Knez — bobni

## Diskografija
- Waver (EP, 2016, Kapa Records)
- Where If Not Now (2018, samozaložba)
- Loose Contacts / Tense Present (2022, Kapa Records)
- Avalanš (Singel, 2024, Kapa Records)
- Gradient (2025, Kapa Records)